# أندري كاباس
أندري كاباس (بالبولندية: Andriej Kapaś)‏ مواليد 11 أغسطس 1989، هو لاعب كرة مضرب بولندي. فاز ببطولة شتشيتسين للتنس في فئة الزوجي سنة 2011 مع شريكه مارسين جورون.

## النهائيات

### الفردي: 2 (الألقاب 1, الوصافة 1)
| الحصيلة | الرقم | التاريخ        | الدورة | الأرضية | المنافس       | النتيجة                 |
| ------- | ----- | -------------- | ------ | ------- | ------------- | ----------------------- |
| الفوز   | 1.    | 27 نوفمبر 2011 | أوبافا | سجاد    | ميشال كونيكني | 7–6(7–5), 6–7(7–9), 6–4 |

### الزوجي: 3 (الألقاب 1, الوصافة 2)
| الحصيلة | الرقم | التاريخ        | الدورة            | الأرضية | الشريك         | المنافس في النهائي        | النتيجة       |
| ------- | ----- | -------------- | ----------------- | ------- | -------------- | ------------------------- | ------------- |
| الفوز   | 1.    | 18 سبتمبر 2011 | شتشيتسين، بولندا  | ترابية  | مارسين جورون   | أندري غولوبيف يوري شوكين  | 6–3, 6–4      |
| الوصافة | 1.    | 14 يونيو 2014  | كوشيتسه، سلوفاكيا | ترابية  | بلازج كونيوز   | فاكوندو أرغيو أرييل بيهار | 4–6, 6–7(4–7) |
| الوصافة | 2.    | 22 فبراير 2015 | فروتسواف، بولندا  | صلبة    | فرانك دانسيفيك | فيليب بيتشنر تيم بيتز     | 6–7(4–7), 3–6 |

## روابط خارجية
- أندري كاباس على موقع رابطة محترفي التنس (الإنجليزية)
- أندري كاباس على موقع الاتحاد الدولي لكرة المضرب (الإنجليزية)
- أندري كاباس على موقع خلاصة التنس.كوم (الإنجليزية)